# Andapa
Andapa és una ciutat i comuna urbana, commune en francès, kaominina en malgaix, situada al nord-est de Madagascar, al districte d'Andapa i regió de Sava, a la província d'Antsiranana.
Està situada a una vall, la Conca d'Andapa, on la terra és molt fèrtil. Aquesta riquesa del sòl ha afavorit l'arribada de nous habitants des del segle xix, on el cultiu principal és l'arròs, mentre que d'altres productes són els fesols, els tomàquets i la vainilla. D'acord amb el cens de 2005 la població estimada de la comuna d'Andapa era de 20.460 habitants; la majoria de la població, un 88%, són agricultors, mentre que un 0,5% es dediquen a la cria de bestiar, i la indústria minera i els serveis representen per altra banda i respectivament, l'1,5% i el 10% de l'ocupació. A més d'una escola d'ensenyament elemental (PPE), la ciutat té institucions públiques i privades de nivell mitjà (CEG) i secundàries (liceu mixt). També alberga l'oficina d'administració de la Reserva especial d'Anjanaharibe-Sud, situada a uns 40 km.